# Southsea
Southsea é uma ilha que da municipalidade de Portsmouth, no condado de Hampshire, na Inglaterra. Southsea situa-se na ponta sul de Portsmouth. As praias contêm alguns rochedos e há dois cais: South Parade Pier e Clarence Pier. O Clarence Pier é adjacente a uma quermesse permanente.

## Famosos residentes
- Arthur Conan Doyle
- Charles Dickens
- Peter Sellers
- H. G. Wells